# Steuermuseum
Das deutsche Steuermuseum war die ständige Ausstellung der finanzgeschichtlichen Sammlung in der Bundesfinanzakademie in Brühl. Das Museum war in dieser ungewöhnlichen Form weltweit einmalig. Es zeigte die Geschichte der öffentlichen Finanzen, insbesondere der Steuern vom 3. Jahrtausend v. Chr. bis heute.
Die Sammlung entstand 1957 als kleine Zusammenstellung von Dokumenten, Bildern und Geräten im Gebäude des Finanzamtes Freudenstadt. Nach einem Besuch des damaligen Bundesfinanzministers Franz Etzel wurde es 1961 von der Bundesfinanzakademie übernommen, nach dem Umzug nach Brühl im Jahre 1993 als ständige Ausstellung eingerichtet und im November 1995 von Bundesfinanzminister Theo Waigel wiedereröffnet.
Der Aufbau der Sammlung bemüht sich, die unterschiedlichen Sichtweisen zum Thema Steuern herauszuarbeiten: Zum einen die Sicht des Fiskus, der zur Erfüllung seiner Aufgaben die Steuerleistungen seiner Bürger benötigt, zum anderen die Perspektive des Steuerbürgers, der die Steuern mitunter als lästige Pflicht wahrnimmt.

## Auflösung
Da die Museumsräume ab 2014 für die Beamtenausbildung benötigt wurden, musste das Museum vor Ort schließen. Die bisher in Brühl ausgestellten Exponate wurden digital so dokumentiert, dass sie zu Unterrichtszwecken weiter genutzt werden können. Ein Teil davon ist als Museumsführer „5000 Jahre Steuern und Zölle“ online zugänglich.
Außerdem übernahm das Deutsche Zollmuseum in Hamburg Exponate mit der Auflage, „sich um die sachgerechte Behandlung der Exponate aus dem Steuermuseum“ zu kümmern und ggf. durch Neuerwerbungen zu erweitern.